# Дональд, Митчелл
Митчелл Гленн Дональд (нидерл. Mitchell Glenn Donald; род. 10 декабря 1988, Амстердам) — суринамский и нидерландский футболист, полузащитник сборной Суринама.
Выступал за «Аякс», «Виллем II», «Роду», «Мордовию» и «Црвена звезду».

## Клубная карьера
Начал футбольную карьеру в юношеской команде клуба «Бейлмер» из Амстердама, позже выступал и за клуб «Зебюргия». В 1998 году в возрасте 9 лет попал в футбольную школу амстердамского «Аякса», выступал за юношескую, потом за молодёжную команду. В начале 2007 года Дональд вместе с основной командой «Аякса» отправился на межсезонный сбор в ЮАР, именно после сбора ему предложили подписать профессиональный контракт с «Аяксом». 1 февраля 2007 года Дональд заключил с клубом контракт на четыре года.
Спустя две недели, 14 февраля, дебютировал за команду в матче Кубка УЕФА против «Вердера». Появление молодого полузащитника в основном составе было вызвано в основном из-за травм нескольких игроков, а именно Урби Эмануэльсона, Зденека Грыгеры и Томаса Вермалена. В связи с этим главный тренер Хенк тен Кате выпустил Дональда с первых минут матча. Уже к 21-й минуте команда осталась в меньшинстве, за вторую жёлтую карточку был удалён полузащитник Олаф Линденберг. Во втором тайме «Вердер» смог трижды поразить ворота Мартена Стекеленбурга, сразу после третьего гола, Тен Кате на 72-й минуте заменил Дональда на Кеннета Переса. В итоге «Аякс» потерпел поражение со счётом 0:3. Для Дональда тот матч стал единственно игрой в основном составе в сезоне 2006/07.

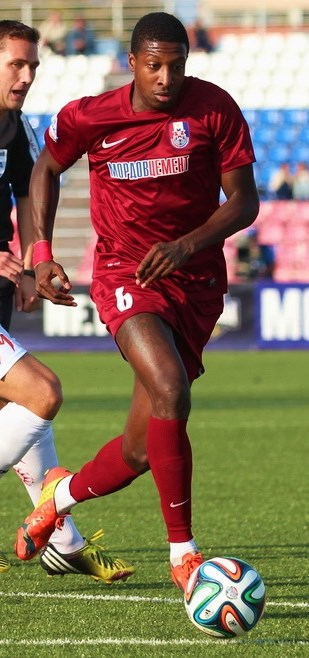
В составе «Мордовии» в сентябре 2014

11 августа 2007 года перед началом сезона 2007/08 «Аякс» в матче за суперкубок Нидерландов встретился с ПСВ. Дональд начал матч в качестве запасного игрока, но в начале второго тайма вышел на замену вместо капитана команды Япа Стама, к этому времени «Аякс» уже вёл со счётом 1:0. На 77-й минуте получил жёлтую карточку. «Аякс» удержал победный счёт и завоевал седьмой суперкубок в истории. В Высшем дивизионе Нидерландов Дональд дебютировал 23 сентября 2007 года в гостевом матче против АЗ (3:2) — вышел на замену на 90-й минуте, заменив нападающего Класа-Яна Хюнтелара. Всего в чемпионате сезона 2007/08 провёл три матча.
Перед началом сезона 2008/09 «Аякс» принял участие в ежегодном амстердамском турнире. 9 августа 2008 года, в последнем матче турнира «Аякс» сыграл с «Интером». В той игре Дональд в начале второго тайма получил тяжёлую травму, порвав связки левого колена. После операции стало ясно, что игрок пропустит весь предстоящий сезон. Лишь в марте 2009 года Дональд вернулся к полноценным тренировкам, а в июле смог принять участие в Амстердамском турнире. В матче против «Бенфики» отметился голом, но в итоге его команда проиграла 2:3. После турнира на котором амстердамцы заняли второе место, новый тренер «Аякса» Мартин Йол заявил, что игра Дональда стала для него настоящим сюрпризом.
В январе 2010 года руководство «Аякса» решило отдать Дональда в аренду в клуб «Виллем II». 2 февраля 2011 года заключил трёхлетний контракт с клубом «Рода», подписанное соглашение начинало действовать с 1 июля 2011 года.
17 июля 2014 года Дональд стал игроком клуба «Мордовия». Соглашение с российской командой было рассчитано до лета 2016 года.
13 августа 2015 года перешёл в «Црвену Звезду» на правах аренды с опцией выкупа за 200 тысяч евро.

## Карьера в сборной
С 2007 года выступал за молодёжную сборную Нидерландов до 20 лет, провёл шесть матчей. В 2009 году получил вызов в национальную сборную до 21 года, которой предстояло принять участие в молодёжном турнире Тулон, но не был включён в заявку. 11 августа Дональд дебютировал за молодёжку в товарищеском матче против Англии (0:0).
22 мая 2015 года дебютировал в составе сборной Суринама, выйдя на поле в неофициальном товарищеском матче против Кюрасао (2:3) и поучаствовав в голевой комбинации своей команды.
Был включён в состав сборной на Золотой кубок КОНКАКАФ 2021.

## Достижения
«Аякс»
- Обладатель Кубка Нидерландов: 2006/07
- Обладатель Суперкубка Нидерландов: 2007
- Чемпион Нидерландов: 2010/11

«Црвена звезда»
- Чемпион Сербии (2): 2015/16, 2017/18

## Статистика выступлений
- Откорректировано по состоянию на 1 июля 2018 года

| Клуб             | Сезон            | Лига | Лига | Кубки | Кубки | Европейские кубки | Европейские кубки | Другие | Другие | Итого | Итого |
| Клуб             | Сезон            | Игры | Голы | Игры  | Голы  | Игры              | Голы              | Игры   | Голы   | Игры  | Голы  |
| ---------------- | ---------------- | ---- | ---- | ----- | ----- | ----------------- | ----------------- | ------ | ------ | ----- | ----- |
| Аякс             | 2006/07          | 0    | 0    | 0     | 0     | 1                 | 0                 | 0      | 0      | 1     | 0     |
| Аякс             | 2007/08          | 3    | 0    | 2     | 0     | 0                 | 0                 | 1      | 0      | 6     | 0     |
| Аякс             | 2008/09          | 0    | 0    | 0     | 0     | 0                 | 0                 |        |        | 0     | 0     |
| Аякс             | 2009/10          | 5    | 1    | 0     | 0     | 5                 | 1                 | 0      | 0      | 10    | 2     |
| Аякс             | 2010/11          | 0    | 0    | 0     | 0     | 0                 | 0                 | 0      | 0      | 0     | 0     |
| Аякс             | Итого            | 8    | 1    | 2     | 0     | 6                 | 1                 | 1      | 0      | 17    | 2     |
| → Виллем II      | 2009/10          | 14   | 1    | 0     | 0     |                   |                   | 4      | 0      | 0     | 0     |
| → Виллем II      | Итого            | 14   | 1    | 0     | 0     |                   |                   | 4      | 0      | 18    | 1     |
| Рода             | 2011/12          | 31   | 4    | 2     | 2     |                   |                   |        |        | 33    | 6     |
| Рода             | 2012/13          | 30   | 2    | 1     | 0     |                   |                   | 4      | 2      | 35    | 4     |
| Рода             | 2013/14          | 30   | 6    | 4     | 0     |                   |                   |        |        | 34    | 6     |
| Рода             | Итого            | 91   | 12   | 7     | 2     |                   |                   | 4      | 2      | 102   | 16    |
| Мордовия         | 2014/15          | 12   | 2    | 0     | 0     |                   |                   |        |        | 12    | 2     |
| Мордовия         | 2015/16          | 2    | 1    | 0     | 0     |                   |                   |        |        | 2     | 1     |
| Мордовия         | Итого            | 14   | 3    | 0     | 0     |                   |                   |        |        | 14    | 3     |
| Црвена звезда    | 2015/16          | 16   | 1    | 2     | 0     |                   |                   |        |        | 18    | 1     |
| Црвена звезда    | 2015/16          | 12   | 1    | 0     | 0     |                   |                   |        |        | 12    | 1     |
| Црвена звезда    | 2016/17          | 29   | 3    | 4     | 0     | 6                 | 2                 |        |        | 39    | 5     |
| Црвена звезда    | 2017/18          | 22   | 6    | 0     | 0     | 15                | 1                 |        |        | 37    | 7     |
| Црвена звезда    | Итого            | 79   | 11   | 6     | 0     | 21                | 3                 |        |        | 106   | 14    |
| Всего за карьеру | Всего за карьеру | 206  | 28   | 15    | 2     | 27                | 4                 | 9      | 2      | 257   | 36    |